# Horsehoved
Horsehoved is een klein Deens eilandje in de Helnæs Bugt, aan de Kleine Belt. Het eilandje ligt tussen Helnæs en Funen, ten noorden van Illumø en ten zuidwesten van Vigø. Het eiland maakt deel uit van de parochie Svanninge, bestuurlijk behorende tot de gemeente Faaborg-Midtfyn.